# Лувьер (Кальвадос)
Лувье́р (фр. Louvières) — коммуна во Франции, находится в регионе Нижняя Нормандия. Департамент коммуны — Кальвадос. Входит в состав кантона Тревьер. Округ коммуны — Байё.
Код INSEE коммуны — 14382.

## Население
Население коммуны на 2010 год составляло 68 человек.
| 1962 | 1968 | 1975 | 1982 | 1990 | 1999 | 2010 |
| ---- | ---- | ---- | ---- | ---- | ---- | ---- |
| 103  | 111  | 113  | 92   | 64   | 73   | 68   |

## Экономика
В 2010 году среди 39 человек трудоспособного возраста (15—64 лет) 27 были экономически активными, 12 — неактивными (показатель активности — 69,2 %, в 1999 году было 54,8 %). Из 27 активных жителей работали 21 человек (13 мужчин и 8 женщин), безработных было 6 (2 мужчин и 4 женщины). Среди 12 неактивных 3 человека были учениками или студентами, 5 — пенсионерами, 4 были неактивными по другим причинам.